# Зайдель, Аарон
Аарон Зайдель (нем. Aaron Seydel; родился 7 февраля 1996 года, Ланген, Германия) — немецкий футболист, нападающий клуба «Ольборг».

## Клубная карьера
Аарон Зайдель — воспитанник футбольного клуба «Майнц 05». За вторую команду сыграл свой первый матч против «Нойштерлица». Дебют в третьей лиге состоялся 26 августа 2015 года в матче против «Пройссен Мюнстер». 19 ноября у футболиста возникли проблемы с бедром. После выздоровления 21 января 2016 года, уже 19 марта забил свой первый гол за клуб в ворота «Вердер II». Свой первый матч за «Майнц 05» провёл 24 ноября против «Сент-Этьена». В своём дебютном матче в Бундеслиге за клуб 27 ноября против «Герты» забил гол. Всего за клуб сыграл 61 матч, где забил 9 мячей.
24 августа 2017 года перешёл на правах аренды в «Хольштайн». Дебют футболиста пришёлся на 6-й тур против «Эрцгебирге». Свой первый гол забил в ворота «Нюрнберга». 13 сентября 2018 года получил травму пяточной кости, затем боль в пятке. Всего из-за этих двух травм пропустил 250 дней. Также сыграл за «Хольштайн II» против «Дрохтерсен/Ассель». Всего за клуб сыграл 36 матчей, где забил 4 мяча.
11 января 2020 года перешёл на правах аренды в «Ян». Первый свой матч Зайдель отыграл против футбольного клуба «Ганновер 96». Из-за мышечных проблем пропустил 11 дней. Свой первый гол забил в ворота «Хайденхайма». Всего за клуб сыграл 9 матчей, где забил 1 гол.
6 июля 2020 года перешёл в «Дармштадт 98». Из-за травмы плеча и дефицита тренировочной практики, из-за которых он пропустил 57 дней, дебют состоялся лишь 24 октября в матче против «Санкт-Паули». Свой первый гол забил в ворота футбольного клуба «Ганновер 96». Из-за операции на ахилловом сухожилии, дефицита тренировочной практики, менингита, мышечной травмы и трещины сухожилия пропустил 357 дней.

## Карьера в сборной
Играл за молодёжные сборные Германии. Всего сыграл 11 матчей, где забил 5 мячей.